# Hellinsia bigoti
Hellinsia bigoti là một loài bướm đêm thuộc họ Pterophoridae. Nó được biết đến ở Ethiopia.